# São Gonçalo do Amarante (Ceará)
São Gonçalo do Amarante è un comune del Brasile nello Stato del Ceará, parte della mesoregione del Norte Cearense e della microregione di Baixo Curu.